# DK94
De DK94 (Pools: Droga krajowa nr 94) is een route op het Poolse nationale wegennet. De weg loopt van Zgorzelec aan de Duitse grens naar Tarnów. De weg loopt vrijwel langs dezelfde route als de tolweg A4. 

## Steden langs de DK94
- Zgorzelec
- Bolesławiec
- Legnica
- Środa Śląska
- Wrocław
- Oława
- Brzeg
- Opole
- Strzelce Opolskie
- Bytom
- Będzin
- Sosnowiec
- Dąbrowa Górnicza
- Olkusz
- Wieliczka
- Brzesko
- Tarnów
- Dębica
- Rzeszów
- Jarosław
- Radymno
- Korczowa

DK1 · DK2 · DK3 · DK4 · DK5 · DK6 · DK7 · DK8 · DK9 · DK10 · DK11 · DK12 · DK13 · DK14 · DK15 · DK16 · DK17 · DK18 · DK19 · DK20 · DK21 · DK22 · DK23 · DK24 · DK25 · DK26 · DK27 · DK28 · DK29 · DK30 · DK31 · DK32 · DK33 · DK34 · DK35 · DK36 · DK37 · DK38 · DK39 · DK40 · DK41 · DK42 · DK43 · DK44 · DK45 · DK46 · DK47 · DK48 · DK49 · DK50 · DK51 · DK52 · DK53 · DK54 · DK55 · DK56 · DK57 · DK58 · DK59 · DK60 · DK61 · DK62 · DK63 · DK64 · DK65 · DK66 · DK67 · DK68 · DK69 · DK70 · DK71 · DK72 · DK73 · DK74 · DK75 · DK76 · DK77 · DK78 · DK79 · DK80 · DK81 · DK82 · DK83 · DK84 · DK85 · DK86 · DK87 · DK88 · DK89 · DK90 · DK91 · DK92 · DK93 · DK94 · DK95 · DK96 · DK97 · DK98